# Arthur Meier-Hayoz
Arthur Meier-Hayoz (* 2. Juni 1922 in Zürich; † 24. Juni 2003 in Meilen; heimatberechtigt in Jonen, Langnau am Albis und Meilen) war ein Schweizer Rechtswissenschafter.

## Leben
Der reformierte Arthur Meier wurde 1922 als Sohn des Hans und der Berta, geb. Moser, geboren und wuchs in Langnau am Albis auf. 1947 heiratete er Arlette Hayoz.
Sein Studium der Rechtswissenschaften an der Universität Zürich schloss er 1947 mit einer Dissertation zum Thema «Vertrauensprinzip beim Vertragsabschluss» bei Karl Oftinger ab. Die Venia Legendi erhielt er 1951 an der Universität Zürich gestützt auf seine international beachtete Habilitationsschrift zum Thema «Der Richter als Gesetzgeber». Nach kurzer Anwaltstätigkeit wurde er 1956 zum ausserordentlichen Professor für bürgerliches Recht und Handelsrecht an die Universität Mainz berufen. Ein Jahr später kehrte er an seine Alma Mater zurück, wo er bis zu seinem Rücktritt 1985 als Ordinarius für Zivilgesetzbuch, Handelsrecht und Obligationenrecht lehrte, zudem amtete er von 1968 bis 1970 als Dekan. Seinen Lehrstuhl übernahm später sein ehemaliger Schüler Dieter Zobl.
Von 1959 bis 1988 war Meier-Hayoz Kassationsrichter. Als Herausgeber zeichnete er von 1963 bis 1992 für den «Berner Kommentar zum schweizerischen Privatrecht» verantwortlich sowie als Chefredaktor von 1971 bis 1993 für die «Zeitschrift für Schweizerisches Recht». Zudem war er häufig als Gutachter und Schiedsrichter tätig.
Meier-Hayoz publizierte zahlreiche Beiträge zu verschiedenen Gebieten des Privatrechts und der Methodenlehre. Neben den beiden bereits erwähnten Monographien hervorzuheben sind etwa im Sachenrecht seine Kommentierung zum Eigentum im Berner Kommentar, das von Peter Forstmoser fortgeführte und mittlerweile in zehnter Auflage erschienene Lehrbuch zum Gesellschaftsrecht, zusammen mit Peter Forstmoser und Peter Nobel eine Gesamtdarstellung des Aktienrechts und zusammen mit Hans Caspar von der Crone ein Lehrbuch zum Wertpapierrecht.
Als er 1966 einen Ruf an eine mit Personal und Mitteln grosszügig ausgestattete Professur in Freiburg im Breisgau erhielt, liess er sich von der Universität Zürich die Schaffung von zwei Assistentenstellen ad personam zusichern. So war Meier-Hayoz der erste Rechtslehrer in Zürich, der Assistierende anstellte und so systematisch Nachwuchsförderung betrieb. Viele seiner Schüler haben denn auch erfolgreich eine akademische Karriere absolviert, so etwa die späteren Lehrstuhlinhaber Hans Michael Riemer, Heribert Rausch, Heinz Rey, Peter Forstmoser, Walter Ott, Dieter Zobl, Rolf H. Weber und Hans Caspar von der Crone. Ebenfalls als erster veranstaltete er die heute zum festen Lehrangebot gehörenden Blockseminare ausserhalb der Universität.
Seine Schüler überreichten Meier-Hayoz schon zu seinem 50. Geburtstag eine Festgabe, eine weitere folgte zum 60. Anknüpfend an Meier-Hayoz’ Standardwerke zur Methodenlehre fand anlässlich seines 70. Geburtstages ein Symposium zur «Rechtsanwendung in Theorie und Praxis» statt. Das Thema eines Symposiums zum 80. Geburtstag schliesslich war «Corporate Governance».

«[…] ein grosser Jurist […], der auf Grund seiner grossen Verdienste als Lehrer und Forscher zweifellos unter die bedeutendsten schweizerischen Rechtslehrer des 20. Jahrhunderts einzureihen ist.»

## Werke (Auswahl)
- Das Vertrauensprinzip beim Vertragsabschluss. Ein Beitrag zur Lehre von der Auslegung und den Mängeln des Vertragsabschlusses beim Schuldvertrag. Sauerländer, Aarau 1948. (Diss. Rechts- und Staatswiss. Univ. Zürich 1948). (Zürcher Beiträge zur Rechtswissenschaft; n.F. 151) .
- Der Richter als Gesetzgeber. Eine Besinnung auf die von den Gerichten befolgten Verfahrensgrundsätze im Bereiche der freien richterlichen Rechtsfindung gemäss Art. 1 Abs. 2 des schweizerischen Zivilgesetzbuches. Juris-Verlag, Zürich 1951. (Habilitationsschrift. jur. Zürich 1951).
- Systematischer Teil und allgemeine Bestimmungen: Artikel 641-654 [ZGB]. Erläutert von Arthur Meier-Hayoz. 3., völlig neu bearb. Aufl. Stämpfli, Bern 1959. (Berner Kommentar; Bd. 4, Abt. 1, Das Sachenrecht. Das Eigentum; 1) .
- mit Peter Rosenstock: Zum Problem der Grünzonen. Insbesondere über die Bemessung der für das Freihaltegebiet der stadtzürcherischen Bauordnung von 1963 zu leistenden Bauverbotsentschädigung. Stämpfli, Bern 1967. (Abhandlungen zum schweizerischen Recht; n.F., 275).
- mit Peter Forstmoser: Grundriss des schweizerischen Gesellschaftsrechts. Stämpfli, Bern 1974, ISBN 3-7272-0087-1. (2., neu bearb. und erw. Aufl.: Stämpfli, Bern 1976, ISBN 3-7272-0087-1. 7., überarb. Aufl., mit neuem Aktienrecht: Stämpfli, Bern 1993, ISBN 3-7272-0873-2).
- mit Peter Forstmoser: Schweizerisches Gesellschaftsrecht. Mit neuem Firmen- und künftigem Handelsregisterrecht und unter Einbezug der Aktienrechtsreform. 12., vollständig neu bearbeitete Auflage von "Grundriss des schweizerischen Gesellschaftsrechts". Stämpfli, Bern 2018, ISBN 978-3-7272-7087-1.